# Corrado Mastantuono
Corrado Mastantuono (Roma, Italia, 20 de diciembre de 1962) es un historietista e ilustrador italiano.

## Biografía
En 1980 se graduó en el "Istituto di Stato per la Cinematografia e la televisione" como animador, y desarrolló esta actividad hasta 1989. En 1990 pasó al mundo de la historieta, trabajando para dos revistas del editor Rinaldo Traini: L'Eternauta (con la serie Cargo Team) y Comic Art (desde 1991). Al mismo tiempo, empezó a colaborar con la Walt Disney gracias a Giovan Battista Carpi, tanto en calidad de guionista como de dibujante; en 1997 creó un nuevo personaje Disney, Bum Bum Ghigno.
En 1993 comenzó una prolífica colaboración con la editorial Bonelli. Entró a formar parte del equipo de Nick Raider y, a partir de 1997, de Viento Mágico. Ha sido el portadista de ambas series. En 2007 ilustró un álbum especial de la serie más popular de la Bonelli, Tex, con guion de Claudio Nizzi; posteriormente, fue elegido para dibujar varios episodios de la serie regular de este personaje. Además, se ha desempeñado como dibujante y también como guionista de algunas historias de Dylan Dog. Fue el portadista de las miniserie de Gianfranco Manfredi Shanghai Devil y Coney Island y uno de los dibujantes de Le Storie y Deadwood Dick.
Para el mercado francés, ilustró la trilogía de Elias le maudit, con textos de Sylviane Corgiat, para Les Humanöides Associés.